# 英国第二大城市

英國倫敦以外主要都市的人口變遷

英国的第二大城市（英語：Second city of the United Kingdom）即英国除伦敦以外的最大或最重要的城市。身为英格兰乃至整个英国的首府，伦敦不论是从人口、经济实力，还是从城市的大小、规模、等级来看，都是英国不容置疑的第一大城市。按照“首要城市”的理论，英国资源大部分都集中在伦敦一座城市之中，因此其他城市的规模大致都与彼此相似。至于该国的第二大城市则并没有一个普遍及公认的说法。究其原因，一是该称呼仅是民间说法，并不具有官方地位，二是历史演变。
英国第二大城市这一称号在英伦三岛多次易手。在大不列颠王国于1707年成立之前，英格兰的第二大城市是西南部的布里斯托尔，更早（十七世纪以前）则是东部的诺里奇。在此后的乔治王朝期间，普遍认为大英帝国下的第二大城市是爱尔兰的都柏林。但随着英国在此之后迅速迈入工业化，多座城市随之崛起，其中便包括苏格兰最大城市的格拉斯哥。
目前大致认为英国现今（2023年）的第二大城市是伯明翰，但近年，曼彻斯特也被视作这一称号的有力竞争者。如今格拉斯哥仍有“第二城市”的自称。而根据政治地位，则又有将苏格兰首都爱丁堡，或是英国其他构成国的首都加的夫和贝尔法斯特称作第二城市的。

## 现今地位
目前，英国第二大城市这一地位的竞争者主要包括伯明翰与曼彻斯特。
| 全称     | 全称              | 伦敦        | 伯明翰           | 曼彻斯特         | 格拉斯哥     |
| -------- | ----------------- | ----------- | ---------------- | ---------------- | ------------ |
| 徽章     | 徽章              | 无          |                  |                  |              |
| 统计区域 | 统计区域          | 大伦敦      | 西米德兰大区     | 西北英格兰大区   | 苏格兰       |
| 地位     | 地位              | 首都        | 城市及都市自治市 | 城市及都市自治市 | 城市及议会区 |
| 历史     | 城市地位          | 无          | 1889年           | 1853年           | 1492年       |
| 历史     | 都市郡设立        | 1965年      | 1974年           | 1974年           | 1893年       |
| 面积     | 城市              | 115.6 km2   | 267.8 km2        | 115.6 km2        | 175 km2      |
| 面积     | 市区              | 630.3 km2   | 598.9 km2        | 630.3 km2        | 368.5 km2    |
| 人口     | 城市 （2021）     | 8,799,800   | 1,144,919        | 551,938          | 626,410      |
| 人口     | 市区 （2021）     | 9,787,426   | 2,919,600        | 2,705,000        | 1,028,220    |
| 人口     | 人口密度 （2021） | 5,598/km2   | 4,275/km2        | 4,773/km2        | 3,555/km2    |
| GDP      | 总量 （2020）     | £5,039.04亿 | £761.28亿        | £827.43亿        | £528.88亿    |
| GDP      | 人均 （2020）     | £55,974     | £27,966          | £29,050          | £24,570      |